# گورستان باستانی واتل آ
گورستان باستانی واتل A مربوط به هزاره اول قبل از میلاد است و در شهرستان رودبار، بخش خورگام، دهستان خورگام، روستای برارود، منطقه واتل واقع شده و این اثر در تاریخ ۷ اسفند ۱۳۸۶ با شمارهٔ ثبت ۲۱۵۳۲ به‌عنوان یکی از آثار ملی ایران به ثبت رسیده است.